# Parc national de Kurjenrahka

Plan du parc.

Le parc national de Kurjenrahka (en finnois : Kurjenrahkan kansallispuisto, en suédois : Kurjenrahka nationalpark) est un parc national de Finlande, dans la région de la Finlande propre également appelée Finlande du sud-ouest. Il s'étend sur les communes d'Aura, Masku, Mynämäki, Nousiainen, Pöytyä, Rusko et de Turku. Il est situé à 35 km de Turku. Le parc couvre une superficie de 29 kilomètres carrés et est la plus grande zone naturelle protégée dans le sud-ouest de la Finlande. Dans le voisinage du parc, se trouve le parc national de Vaskijärvi (fi).

## Présentation
Le parc national de Kurjenrahka est principalement une tourbière ombrotrophe, mais il y a aussi des bois, des ruisseaux et des lacs. Certaines forêts, comme celle de la Pukkipalo (fi), sont remarquablement vieilles. La faune et la flore du parc sont principalement caractéristiques des marécages. Cependant, il existe aussi des espèces sauvages vivant dans la région, des espèces animales rares et en danger, dans le sud-ouest de la Finlande, telles que l'écureuil volant. Le parc national est également l'emplacement le plus au sud de nombreuses espèces d'oiseaux du Nord.
La plus grande attraction du parc est la borne de Kuhankuono (fi), et d'autres endroits populaires à visiter sont notamment la zone récréative municipale de Nousiainen, Rantapiha, sur les rives du lac Savo. Il y a plusieurs sentiers balisés dans la zone du parc national, comme le sentier de randonnée de Kuhankuono (fi).

## Transport
Le parc s'étend sur les communes d'Aura, de Masku, de Mynämäki, de Nousiainen, de Pöytyä, de Rusko et de Turku.
Du centre de Turku à la pierre de Kuhankuono il y a environ 35 kilomètres.
La Seututie 204 menant de Turku à Säkylä passe au nord du parc.

## Description générale
Le parc national de Kurjenrahka est surtout couvert de marais, mais aussi de forêts, de lacs et d'étangs aux plages marécageuses.
Les parties les plus remarquables sont la forêt primitive de Pukkipalo et le lac Savojärvi.
Le parc national constitue l'un des plus grands espaces conservés de marécages et de tourbières naturelles du sud-ouest de la Finlande.
Le parc présente trois parties. La plus grande est celle du lac Savojärvi, la deuxième est le marais Vajosuo bordé de forêts, la troisième partie est celle des marais et des forêts de Laidassuo, Lakjärvenrahka, Nousiainen Lammenrahka et de Pukkipalo,,.
Ouvert en 1998, d'une superficie de 29 km2 il est principalement constitué de marais et de forêts.
Le parc compte 200 km de sentiers de randonnées fléchés.

## Faune
Le Lynx boréal est un résident permanent du parc de Kurjenrahka, on y rencontre aussi parfois des ours bruns et des loups gris.

## Panoramas

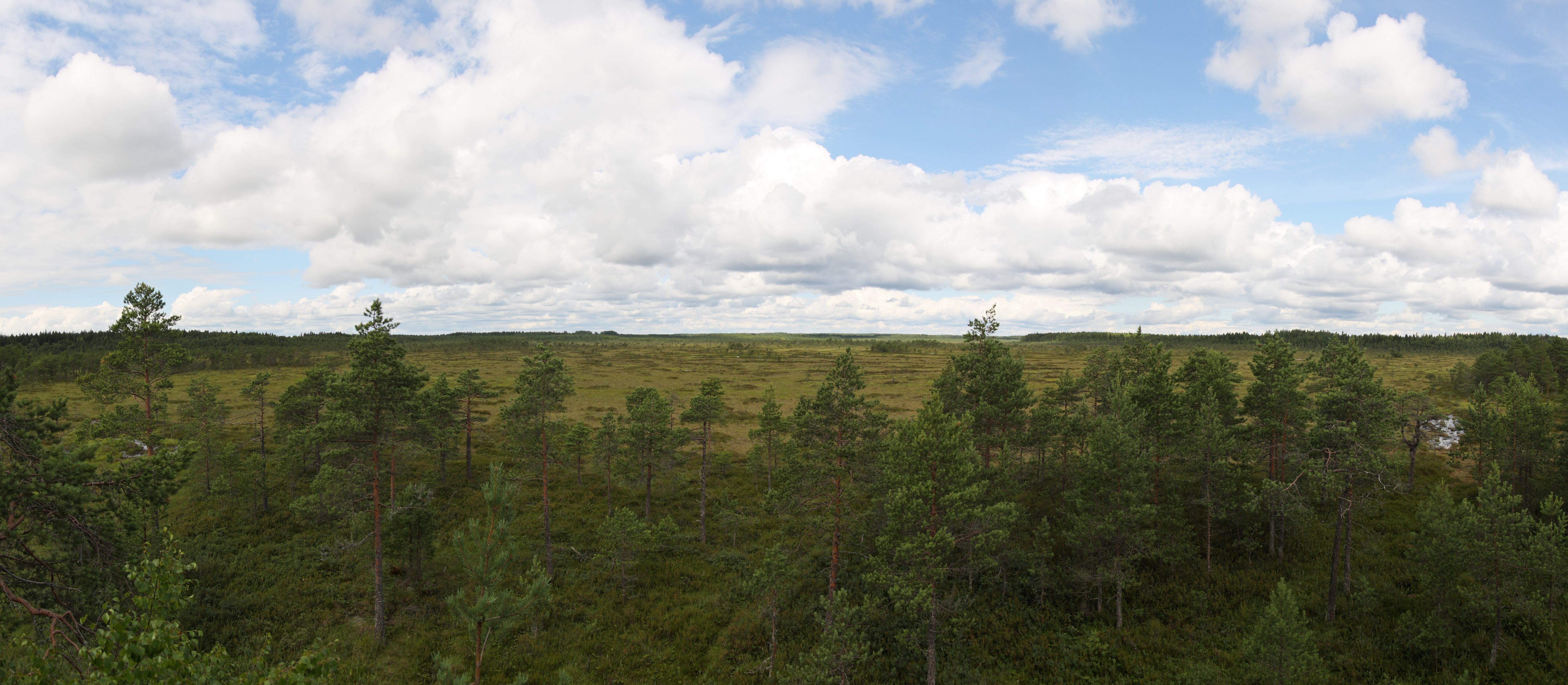
Le marais de Vajosuo dans le parc national de Kurjenrahka.

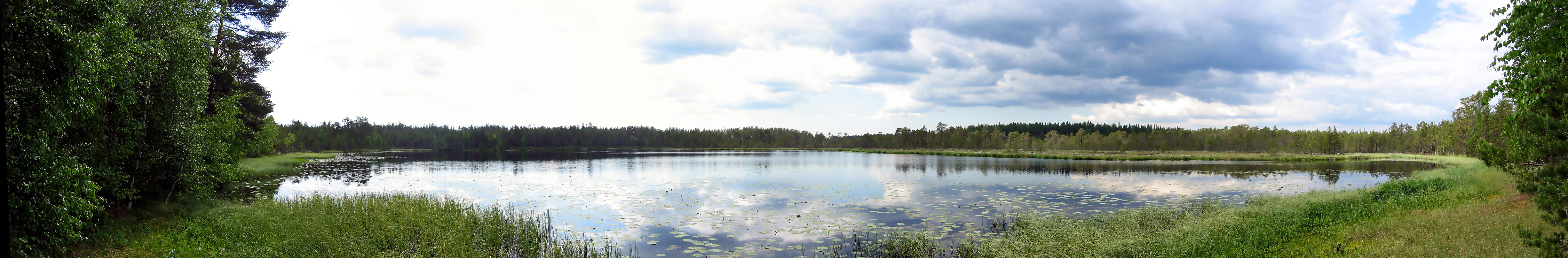
Le lac Lakjärvi dans le parc national de Kurjenrahka.